# Бенінська затока
Бені́н (англ. Bight of Benin) — затока в Атлантичному океані, на південному узбережжі Західної Африки, складова частина Гвінейської затоки.
Простягається на 640 км на схід від мису Сент-Пол (Гана) до гирла річки Нігер. Берег низинний, заболочений, з лагунами і протоками. У гирлах річок і по берегах лагун — мангрові зарості, за ними вторинні савани (на заході) і вічнозелені ліси (на сході). Води затоки Бенін омивають узбережжя Гани, Того, Беніну, Нігерії. Затока Бенін отримує частину стоку річки Нігер, а також стік річок Сіо, Моно, Веме, Форкадос, Осун та інших річок. Основні порти на узбережжі затоки: Ломе, Котону і Лагос.

## Історія
Узбережжя затоки відомо як одним з головних районів работоргівлі в Африці в XVI–XVIII століттях і мало назву «Невільничий берег».
До 1830 року основним видом економічної діяльності була торгівля пальмовою олією, і вона зберегла своє значення. Нафта, виявлена в кінці 1950-х в районі дельти річки Нігер, в даний час є основою економіки Нігерії. Експортуються також пальмові горіхи, какао, кава, деревина та каучук.